# 中野裕斗
中野 裕斗（なかの ゆうと、1967年6月4日 - ）は、日本の俳優、声優。千葉県出身。ムーブマン所属。俳優としては中野祐斗名義で出演していたことがある。

## 略歴
かつて所属していた事務所RIKIプロジェクトの主宰者である竹内力同様、通常はオリジナル実写ビデオ映画を中心に活躍するが、2004年、竹内がテレビアニメ『十兵衛ちゃん2』に声優として出演した際、諸々の繋がりで同作品の監督である大地丙太郎に見出されて同年キッズアニメ『レジェンズ 甦る竜王伝説』のセミレギュラー声優としてもデビュー。現所属事務所のムーブマンと業務提携し、RIKIプロジェクトの俳優マネージメント部門廃止後は正式所属になっている。
2005年秋、大地の弟子的存在である長濱博史が監督したアニメ『蟲師』では主人公ギンコを演じた。

## 人物
特技は水泳、乗馬、体操、レスリング。資格は普通自動車第一種免許。

## 出演作品
※主役・ヒーローは太字で示す

### Vシネマ
- FULL METAL 極道（1997年）
- 極道競馬 かぶノミ荒矢（1997年）
- 裏警察 BOX39（1998年）
- 俺の空 刑事編（1998年）
- 報復（1998年）
- 平成残侠伝 獅子が哭く!（1998年）
- 新・ピイナッツ2（1998年）
- 侠道シリーズ（2000年 - 2001年）
- 借王7-THE MOVIE 2000-（2000年）
- 傷だらけの仁義（2000年）
- パチスロ覇王 炎の大連チャン（2000年）
- 龍神三兄弟（2000年）
- 全国制覇テキ屋魂（2001年 - 2002年）
- 実録 最後の総会屋（2001年） - サカシタ
- 難波金融伝 ミナミの帝王(18)騙しの方程式（2001年）
- 実録・青森抗争（2002年）
- 示談屋 竜次（2002年）
- 残侠伝説 覇王道（2002年） - 高岡組系三条会組員 キトウ
- ザ・代紋（2002年）
- 実録・北海道やくざ戦争 北海の挽歌（2003年）
- 無間地獄 凶悪金融道（2003年）
- 新・広島やくざ戦争 武闘派列伝 伝説の広島極道 山上功二の生涯（2003年） - 村西組組員
- ムラマサ シリーズ（2004年 - 2007年） - 鈴木
- DEATH 流血地獄（2004年）
- 雪月花II（2004年）
- 極道甲子園（2004年） - ギャング
- 仁義38・39・41（2004年）
- 修羅の血（2004年） - チャイニーズマフィア
- 修羅外道 本家襲撃（2005年） ‐捜査員役
- アイノシルシ（2006年） - 真野雪男
- ロトセックス（2006年） - 真野雪男
- 最強極道伝説 極鬼（2006年）
- ガールズ・ゾンビ（2011年）
- 最強極道伝説 極鬼（2011年）
- 彷徨う侠たち（2012年） - 蒼龍会組員 サエキ
- 修羅の挽歌（2012年） - 和知一家組員 ナカバヤシ
- 武闘派（2012年） -鯨井一家組員  藤岡役
- 獅子の叫び（2012年） - 三代目龍神会組員 ゴンドウ
- 修羅の掟（2012年） - 横浜 濱組
- 日本犯罪史 偽造の快楽（2013年） - 二課刑事 小林
- 新・喧嘩高校軍団 義士高vs．民族高（2013年）
- 最強極道伝説 極鬼2（2013年）
- 修羅よ さらば（2013年） - 竜胆会幹部 中野壱成
- 虎狼の大義（2013年） - フラワーショップ店長
- 日本統一3（2013年） - 五代目至誠会理事長 石上晋介
- 新・極道の紋章（2014年） - 宝竜会組員 チハラ
- 極潰し（2014年） - 坂東組酒井組
- 日本やくざ抗争史 絶縁 第一章（2014年） - 夏梅一家若頭補佐 小堂實光
- 日本やくざ抗争史 絶縁 第二章（2014年） - 郷野組相良組若頭 小堂實光
- 極サギ3（2015年） - アラキ(千元の信者)
- 柳生十兵衛 世直し旅（2015年）
- 制覇15・16（2018年） - 四国 玄友会 片桐孝
- 制覇18・19（2018年） - 九州 玄海一家二代目大伴組若頭 矢吹鉄雄
- ソタイ 〜組織犯罪対策部vs反社会勢力〜 1,2（2020年） - 警視庁組織犯罪対策部 遊撃課課長 田村信二
- 仁義もクソもありゃしねえ!（2021年） - 尾崎（元・河原組組員）

### 映画
- 極道三国志（1997年7月19日）
- チャカ LONELY HITMAN（1998年10月24日）
- サソリ 殺す天使（1998年10月31日）
- BLOOD 狼血（1999年1月22日）
- 極道懺悔録（1998年2月21日）
- 制覇（1999年3月5日） - 太田
- 鉄 平成侠客伝（1999年3月20日）
- 報復 REVENGE 劇場版（1999年5月14日）
- チャカ2（1999年7月3日）
- 凶犯（1999年7月17日）
- 修羅がゆく10 北陸代理決戦（1999年9月4日）
- DEAD OR ALIVE 犯罪者（1999年11月27日）
- 東京爆弾（2000年）
- 岸和田少年愚連隊 カオルちゃん最強伝説（2001年）
- 莟みし花 本郷村善九郎と大原騒動（2002年）
- 修羅の群れ（2002年2月16日） - 関山組組員
- 烈風 ACTION!?（2003年4月5日）
- バトル・ロワイアルII 鎮魂歌（2003年7月5日）
- 新・影の軍団 最終章（2004年2月5日）
- HEAT 灼熱（2004年2月14日）- 中国人
- 疾風 Basament Fight（2004年3月20日）
- 炎と氷（2004年9月6日） - 志村満
- 地獄プロレス（2005年3月26日）
- 捨て犬（2005年5月28日）
- 幻覚（2005年6月11日）
- 公安警察捜査官（2007年5月12日） - 中国人情報屋
- LOVEDEATH（2007年5月12日）
- クロサギ（2008年3月8日）
- 僕の彼女はサイボーグ（2008年5月31日）
- カメレオン（2008年7月5日）
- ICHI（2008年10月25日）
- あしたのジョー（2011年）
- 藁の楯（2013年）‐ 福岡県警捜査員
- 戦極 BLOODY AGENT（2014年） - リュウ
- 覇王 シリーズ（2017年） - 内藤新宿一家 ヨシオカ
  - 覇王III〜凶血の連鎖〜（2017年）
  - 覇王IV〜凶血の連鎖〜（2017年）
  - 覇王V〜群狼の血脈〜（2017年）
- ねことじいちゃん（2018年）

### ドラマ
- 赤い迷宮（1993年、TBS）
- NHK連続テレビ小説 春よ、来い（1994年、NHK）
- 君といた夏（1994年、フジテレビ）
- 月下の棋士（2000年、テレビ朝日）
- マイ☆ボス マイ☆ヒーロー（2006年、日本テレビ）
- 横浜海上警察 名村暢子（2007年、テレビ朝日）
- 相棒 Season 9 第6話「暴発」（2010年、テレビ朝日） - 二見会構成員
- かっこいいスキヤキ #01 夜港（2023年3月18日、テレビ東京） - 取引相手

### ナレーション
映画
- 覇王 シリーズ（2016年 - 2017年）

Vシネマ
- ソタイ 〜組織犯罪対策部vs反社会勢力〜 1,2（2020年）

### テレビアニメ
- おじゃる丸（2004年、庭師、庭川幸雄、古傘）
- レジェンズ 甦る竜王伝説（2004年、ウォルフィー）
- 蟲師（2005年 - 2014年、ギンコ[4]） - 2シリーズ + 特別編[5]
- TOKYO TRIBE2（2006年、コレッズ[6]）
- 僕等がいた（2006年、教師）
- 家庭教師ヒットマンREBORN!（2007年、レヴィ・ア・タン）
- GUNSLINGER GIRL -IL TEATRINO-（2008年、ベルナルド）
- キャシャーン Sins（2008年、アコーズ、ドゥーン）
- グイン・サーガ（2009年、リカード）
- TYTANIA -タイタニア-（2009年、エルベルト・カナック）
- 神様はじめました（2012年、もののけC）
- 夏目友人帳 肆（2012年、ヨビコ）
- モーレツ宇宙海賊（2012年、ザ・ピース）
- 惡の華（2013年、仲村の父）
- 遊☆戯☆王ARC-V（2015年、ギャラガー）
- 抱かれたい男1位に脅されています。（2018年、鳥待トミオ）
- からかい上手の高木さん2（2019年、リンゴ飴屋）
- 戦闘員、派遣します!（2021年、力のギル）
- ましろのおと（2021年、司会者）
- カッコウの許嫁（2022年、担任）
- 僕の心のヤバイやつ（2023年 - 2024年、市川の父）

### 劇場アニメ
- 劇場版 からかい上手の高木さん（2022年）

### OVA
- デトロイト・メタル・シティ（2008年、ジャギ / 和田真幸）
- 家庭教師ヒットマンREBORN! ジャンプスーパーアニメツアー2009 ボンゴレ修学旅行、来る! THE COMPLETE MEMORIAL（2009年、レヴィ・ア・タン）

### ゲーム
- 家庭教師ヒットマンREBORN! Let's暗殺!? 狙われた10代目!（2007年10月25日、レヴィ・ア・タン） - PlayStation 2
- 蟲師 〜天降る里〜（2008年1月31日、ギンコ） - ニンテンドーDS

### ドラマCD
- B壱（2007年11月21日、七海陽平）

### 吹き替え

#### 映画（吹き替え）
- マイ・インターン（日本公開：2015年） - ルイス〈ジェイソン・オーリー〉
- アウトロー・キング スコットランドの英雄（日本公開：2018年）※Netflix版
- 運び屋（日本公開：2019年） - グスタボ〈クリフトン・コリンズ・Jr〉※ソフト版

#### ドラマ
- リーサル・ウェポン - クルーズ〈リチャード・カブラル〉

#### アニメ
- サッカー水滸伝〜決戦!宋江vs高俅 炎の神州カップ編〜（2017年、高俅）

### 音楽CD
- 家庭教師ヒットマンREBORN! キャラクターソングアルバム THE VARIA SONGS（2008年12月17日 ポニーキャニオン PCCG-00928）
M-2「雷撃のレヴィ」レヴィ・ア・タン

### CM
- 天下一品
- TOYOタイヤ